# The White Seal
The White Seal è un cortometraggio di animazione statunitense per la televisione realizzato da Chuck Jones nel 1975, basato sull'omonimo racconto di Rudyard Kipling.